# Hudson (řeka)
Hudson (anglicky Hudson River) je řeka v USA, protékající státy New York a (krátce po hranici) New Jersey, jedna z hlavních řek Středoatlantské oblasti. Je 520 km dlouhá a její povodí má rozlohu 34 600 km². Byla pojmenována podle Henryho Hudsona, který v roce 1609 objevil její ústí, kolem nějž později vyrostlo velkoměsto New York.

## Průběh toku
Pramení v nadmořské výšce 1 309 m v ledovcových jezerech Adirondackého pohoří, které náleží do soustavy Appalačského pohoří. Na horním toku překonává říční prahy a vodopády. Na zbývající části toku teče v délce přibližně 170 km v hlubokém ledovcovém údolí. Od města Troy se říční údolí mění v estuár s hloubkou od 3,5 m v horní části do 14 m v rozšířeném ústí zvaném Horní newyorská zátoka. Dále pokračuje přes úzký průliv The Narrows do Dolní newyorské zátoky Atlantského oceánu mezi městy New York a Jersey City. V oceánském šelfu pak v délce 200 až 250 km pokračuje podmořská dolina zvaná Hudsonův kaňon.

## Vodní stav

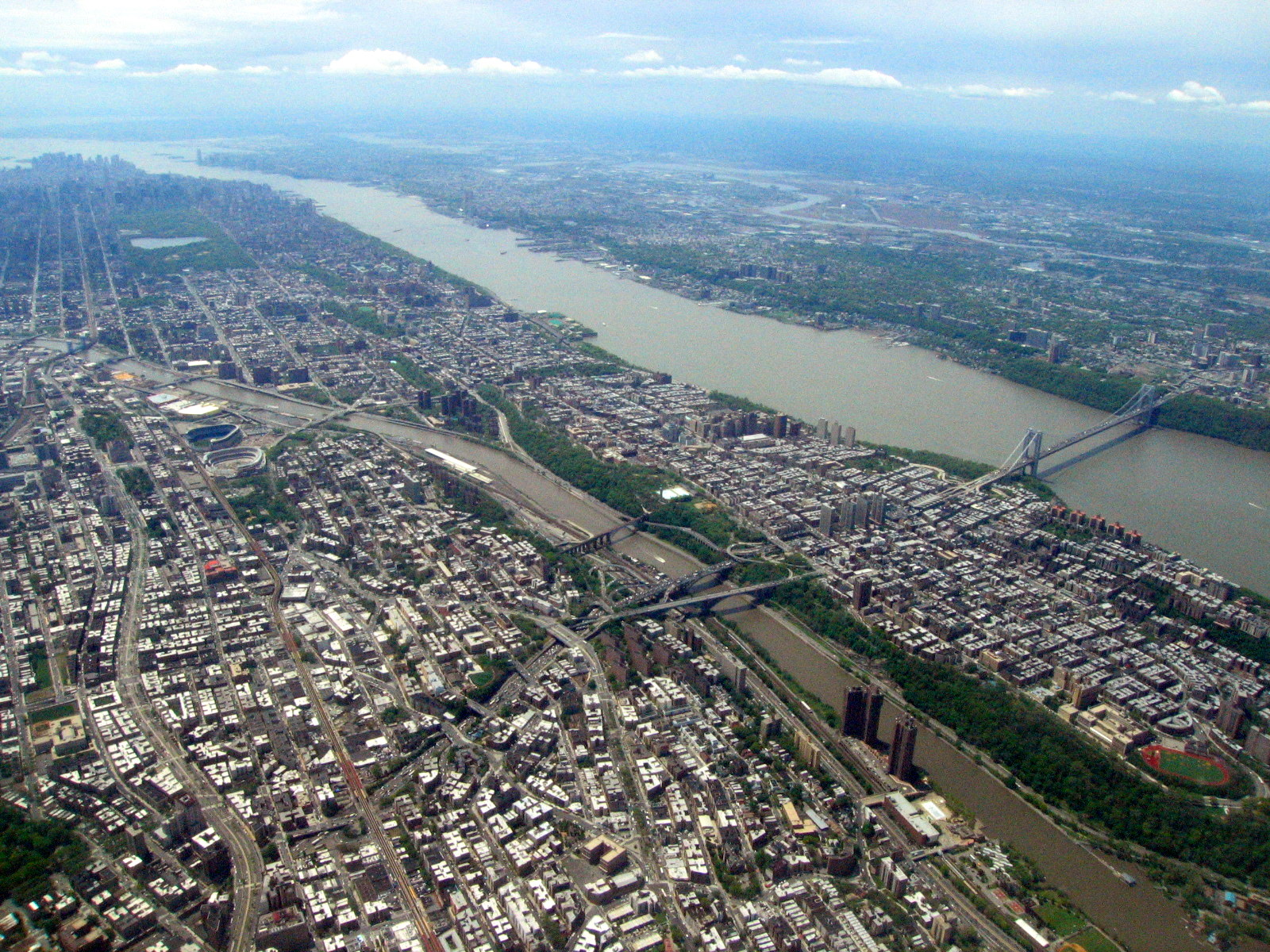
Letecký pohled na řeku v New Yorku

Zdrojem vody jsou převážně sněhové a dešťové srážky. Nejvyšších vodních stavů dosahuje na jaře s maximem v březnu a v dubnu. Průtok je regulován hrázemi. Průměrný roční průtok vody u města Mechanicville na středním toku (povodí 11 650 km²) činí 210 m³/s a maximální 3 500 m³/s. Mořské přílivy vysoké až 1 m zasahují až do vzdálenosti 240 km od ústí k hrázi u města Troy.

## Využití
Vodní doprava začíná u hráze ve městě Troy ve vzdálenosti 240 km od ústí. Na horním toku je spojena s povodím řeky svatého Vavřince vodním kanálem přes Champlainův kanál, Champlainovo jezero a řeku Richelieu. Řeka je důležitou částí Systému vodních kanálů státu New York (New York State Canal System), se kterým je spojena regulovaným pravým přítokem Mohawk a Erijským vodním kanálem. V povodí řeky byly vybudovány velké vodní elektrárny u Queensbury (Sherman Island a Spier Falls). V ústí leží velké město a námořní přístav New York. Další města na řece jsou Troy, Albany, Hudson, Kingston, Poughkeepsie, Newburgh, Yonkers.

### Kontaminace
Řeka byla podle americké vládní agentury pro životní prostředí zamořena v letech 1947 až 1977 firmou General Electric až 590 tunami polychlorovaných bifenylů. Následná lékařská studie prokázala, že lidé žijící v okolí řeky měli o 36% vyšší výskyt ischemické choroby srdce a téměř o 50% vyšší výskyt srdečního infarktu, ačkoli méně kouřili, lépe se stravovali a více sportovali.